# Offer Nissim
Offer Nissim (em hebraico:  עופר ניסים, Tel Aviv, 16 de abril de 1964) é um DJ e produtor israelense de house music.
Ele produziu várias canções house, incluindo as de cantoras como Dana International e Maya Simantov. O DJ Nissim toca ocasionalmente em Nova Iorque (EUA) e em Montreal (Canadá), e duas vezes ao mês no clube TLV, em Tel Aviv (Israel).
Nissim já apareceu 4 vezes no Top 100 DJs da revista DJ Magazine: em 2006 #29, em 2007 #56, em 2008 #51 e em 2009 #43.

## Carreira
Nissim já colaborou nos remixes de vários artistas como Donna Summer, Deborah Cox, Kristine W, Dana International e Madonna.
Em Abril de 2007, Nissim lançou um álbum de CD duplo chamado Forever Tel Aviv. O álbum conta com várias canções novas dele além de algumas faixas de outros DJs. Alguns artistas com participação incluem Maya Simantov, Beyoncé, Suzanne Palmer, Christina Aguilera, Donna Summer, Angie Stone, e alguns outros.
Em 2008, lançou os álbuns "Happy People", "Happy People Winter Edition" e "Remixed". Algumas das músicas do DJ israelense que mais fizeram sucesso no ano de 2008 - ou que continuaram desde 2007 - foram "Another Cha Cha" (com samples de "Cha Cha Cha", do Santa Esmeralda, cantada pelo próprio grupo), "Evebody Dance" de Deborah Cox; "She's Not Me", da Madonna (com samples de "Voulez Vous", do Abba) e "Out Of My Skin", parceria do DJ com Maya.
Seus maiores sucessos, a nível mundial, são "Cinderella Rockafella" (com vocais de Ivri Lider e Rita), "Alone", "First Time" e "Be My Boyfriend" (todas com vocais de Maya).

## Discografia

### Álbums
2002 - Excited
2004 - Searching (2 CDs)
2005 - First Time (ft. Maya Simantov)
2005 - The Remixes
2006 - Second Time (ft. Maya Simantov) (2 CDs)
2007 - Forever Tel Aviv (2 CDs)
2008 - Happy People (2 CDs)
2009 - Happy People (Winter Edition)
2009 - Remixed (2 CDs)
2010 - Pride All Over
2010 - Over You (ft. Maya Simantov)
2017 - Love (2 CDs)

### Créditos como Produtor
- 1993 Dana International (Album)[3]
- 1994 UMPATAMPA (Album)[4]
- 1995 E.P. Tampa (E.P)[5]
- 1996 Maganona (Album)[6]
- 1996 Chinquamilla (Single)
- 1998 Diva (Winning Song of Eurovision 98')
- 1999 Free (Album)
- 1999 Free (Single)
- 1999 Woman In Love (Single)